# Lesnoi (Adygeja)
Lesnoi (russisch Лесной) ist ein Dorf (chutor) in Südrussland. Es gehört zur Republik Adygeja und hat 173 Einwohner (Stand 2019). Im Ort gibt es 4 Straßen.

## Geographie
Das Dorf liegt im Süden des Giaginski rajon am rechten Ufer der Ulka, 4 km östlich des Dorfes Kelermesskaja, 12 km südöstlich des Dorfes Giaginskaja und 25 km nordöstlich der Stadt Maikop. Kelermesskaja, Sadowy und Sergijewskoje sind die nächsten Siedlungen.